# 仁平菜月
仁平 菜月（にだいら なつき、1998年7月12日 - ）は、日本の女子バドミントン選手。ヨネックス所属。

## 来歴
茨城県水戸市出身。5歳の時にバドミントンを始めた。
全国小学生バドミントン選手権大会で3連覇を果たし、2009年からジュニア日本代表入りを果たした。
小学校卒業後、富岡町立富岡第一中学校に進学。福島第一原子力発電所事故の影響により避難先の猪苗代町立猪苗代中学校で活動を続けた。
2013年8月、全国中学校バドミントン大会に主将として団体3連覇に貢献し、個人シングルスでも優勝。同年11月、U-17アジアユースシングルスに出場し、金メダルを獲得。翌12月、全日本総合バドミントン選手権大会の予選を勝ち抜き、本戦初出場。
中学校卒業後、福島県立富岡高等学校に進学。
2014年、インターハイ団体優勝に貢献、全日本ジュニア2位。2015年、インターハイ団体2位。全日本ジュニア2位、全日本総合ベスト16。2016年、インターハイ女子シングルス優勝。
高校卒業後、トナミ運輸に入社。
2017年、日本ランキングサーキット大会女子シングルス優勝。